# Чикрызов, Григорий Степанович
Григорий Степанович Чикры́зов (1894—1957) — советский учёный-геолог. Лауреат Сталинской премии второй степени (1943).

## Биография
Родился 19 апреля (1 мая) 1894 года. В 1931 году окончил Среднеазиатский геолого-разведочный институт. С 1928 года работал в Геологическом комитете СНК Узбекской ССР, в 1936—1938 годах главный инженер Среднеазиатского геологоразведочного треста, в 1943—1945 годах главный инженер Управления геологии Узбекской ССР, в 1945—1951 годах преподаватель САГУ, с 1952 года — заведующий кафедрой палеонтологии и региональной геологии САГУ.
Доктор геолого-минералогических наук (1951). Профессор (1952).
В 1930—1942 годах производил геологоразведочные работы в различных районах Узбекистана. Предложил оригинальную методику прогнозирования угольных месторождений на закрытых площадках.
В годы Великой Отечественной войны вместе с Д. М. Богдановичем передал денежные средства в Фонд обороны:

МОСКВА, КРЕМЛЬ, ТОВАРИЩУ СТАЛИНУ
Для скорейшего разгрома фашистских варваров отчисляем из присуждённой нам Сталинской премии в фонд Главного Командования для постройки авиаэскадрильи 20 000 рублей
Узгеолуправление. БОГДАНОВИЧ, ЧИКРЫЗОВ

Узбекское геологическое управление, товарищам Д. М. БОГДАНОВИЧУ и Г. С. ЧИКРЫЗОВУ
Примите мой привет и благодарность Красной Армии, товарищи Богданович и Чикрызов, за вашу заботу о воздушных силах Красной Армии.
И. СТАЛИН

Умер 1 января 1957 года. Похоронен в Ташкенте на Боткинском кладбище.
В городе Ангрене в Узбекистане установлен памятник Чикрызову, который считается основателем города.

## Награды и премии
- Сталинская премия II степени (22 марта 1943) — за открытие и разведку Ангренского буроугольного месторождения
- орден Ленина
- орден Трудового Красного Знамени